# Calophasia chleuha
Calophasia chleuha là một loài bướm đêm trong họ Noctuidae.